# Brujas
Brujas (en neerlandés: Brugge; pronunciado /ˈbrʏɣə/) es una ciudad flamenca de habla neerlandesa belga. Es la capital de la provincia de Flandes Occidental. Situada en el extremo noroeste de Bélgica a 90 km de la capital, Bruselas, cuenta en su núcleo urbano con una población de 119.869 habitantes (2024). El puerto de la ciudad se encuentra en Zeebrugge (Brujas del Mar).
Su nombre proviene del germánico occidental "Bryggia" ("puentes", "muelles", "atracaderos"). Es interesante destacar que, en neerlandés, «brug» significa «puente», y que esta ciudad ostenta como nombre el plural de esta palabra, debido a la gran cantidad de puentes que en ella existen.
El mayor atractivo de Brujas es su casco histórico, declarado Patrimonio de la Humanidad por la Unesco en 2000. Aunque en gran parte ha sido reconstruido, dicho centro urbano es uno de los más grandes atractivos europeos, ya que mantiene intactas las estructuras. Al igual que Ámsterdam, Gotemburgo y Hamburgo, entre otras, Brujas es conocida como «la Venecia del norte», debido a la gran cantidad de canales que atraviesan la ciudad y a la belleza de los mismos.

## Historia
Brujas ha sido ciudad desde el siglo XI. Hacia 1050, la constante sedimentación fue cerrando la importante salida de la ciudad al mar. Por suerte, una tormenta en 1134 creó un canal natural de salida. Este hecho y la importante y emergente industria de la lana hicieron que la ciudad creciese enormemente, construyéndose sus murallas bajo el patronazgo de los condes de Flandes. La entrada de la ciudad en la Liga Hanseática, una federación de comercio de ciudades de Alemania, de Escandinavia y de los Países Bajos, sólo trajo más beneficio a una ciudad que se convirtió en una de las más ricas de Europa.

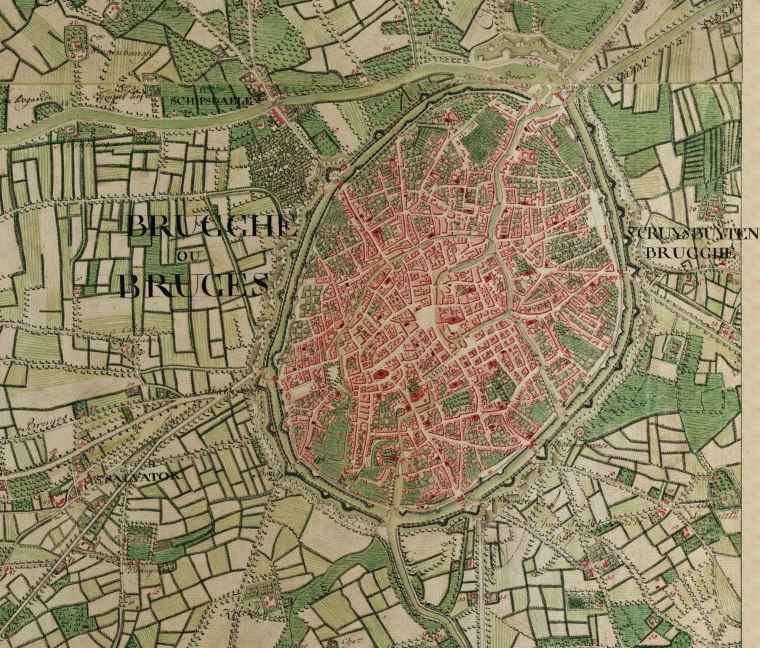
Mapa de Brujas circa 1775

La entrada de Flandes como parte del Reino de Francia en 1297 trajo como consecuencia la resistencia de los flamencos a las políticas provenientes de la corona francesa. Esto resultó en un aumento de las tensiones sociales, las cuales empeoraron con el encarcelamiento del Conde de Flandes, por orden directa del rey Felipe IV de Francia, y el nombramiento de un nuevo gobernador.
El 18 de mayo de 1302, tras haber sido expulsados de sus hogares para poder acoger a las tropas del ejército francés, el pueblo de Brujas volvió a la ciudad, instigados por Joan Breydel y Peter de Coninck, y asesinó a cualquier francés que lograron encontrar. Cuenta la leyenda que identificaban a los franceses haciéndoles pronunciar la frase “schild ende vriend” (escudo y amigo), una frase muy identificatoria por la pronunciación de los habitantes de la región. Al parecer, los franceses tenían muchas dificultades en pronunciar el sonido [sx] de schild. Dicha masacre es conocida como los Maitines de Brujas.
Felipe IV de Francia mandó una fuerza para acabar con los insurrectos, enfrentándose a ellos y a las fuerzas del Conde de Flandes en la batalla de las Espuelas de Oro, en la que los franceses sufrieron una tremenda derrota. El establecimiento de Felipe III, el bueno con su corte en la ciudad, trajo una prosperidad cultural importante a la ciudad en el siglo XV. En esta época estuvieron en el exilio en la ciudad Ricardo III y Eduardo IV de Inglaterra. También en esta época William Caxton imprimió en Brujas el primer libro en inglés. Los comerciantes venecianos y genoveses, como los Arnolfini llegan a la ciudad en 1314 y en 1409 crean la primera bolsa.
En 1477, a la muerte en la batalla de Nancy de Carlos el Temerario, la ciudad pasó a formar parte de los Países Bajos de los Habsburgo, sufriendo las consecuencias de la guerra de Sucesión de Borgoña. Maximiliano I restringe los derechos de la ciudad, que cae en decadencia, en favor de Amberes.
Durante la guerra de los Ochenta Años, estuvo en poder de los neerlandeses, desde 1577 hasta el 20 de mayo de 1584, cuando pasa a los Países Bajos Españoles.

## Demografía

### Evolución
El siguiente gráfico refleja la evolución demográfica, incluyendo municipios después de efectuada la fusión el 1 de enero de 1977.
| Gráfica de evolución demográfica de Brujas entre 1846 y 2023 |
|                                                              |

## Transportes
|  | Aeropuerto                                 | Código IATA | Código OACI |
|  | ------------------------------------------ | ----------- | ----------- |
|  | Aeropuerto Internacional de Ostende-Brujas | OST         | EBOS        |

## Cultura
Brujas fue declarada en 2002 como Capital Europea de la Cultura, junto con Salamanca. En Brujas se rodó la película de acción In Bruges. El casco histórico de Brujas bien conservado fue declarado Patrimonio de la Humanidad por la Unesco en 2000. En dicho centro histórico, cuya historia se remonta a la Edad Media, el estilo neogótico reinaba en el siglo XIX y gran parte de la ciudad fue reconstruida en el dicho estilo.

## Educación
|  | Universidad                                                                       | Fundación | Acrónimo  | Tipo                           |
|  | --------------------------------------------------------------------------------- | --------- | --------- | ------------------------------ |
|  | Colegio de Europa                                                                 | 1949      | Coleuropa | Instituto privado de postgrado |
|  | Centro de estudios comparados de integración - Universidad de las Naciones Unidas | 2001      | UNU-CRIS  | Instituto privado de postgrado |

## Deportes
Brujas fue una de las sedes de la Eurocopa 2000 de fútbol.
| Equipo            | Deporte | Competición                 | Estadio             | Creación |
| ----------------- | ------- | --------------------------- | ------------------- | -------- |
| Club Brujas KV    | Fútbol  | Primera División de Bélgica | Estadio Jan Breydel | 1891     |
| Cercle Brujas KSV | Fútbol  | Primera División de Bélgica | Estadio Jan Breydel | 1899     |

## Ciudades hermanadas
Brujas está hermanada con las siguientes ciudades:
- Burgos (España)
- Salamanca (España)[2]

## Ciudad Europea de la Cultura
| Predecesor: Oporto Róterdam | Capital Europea de la Cultura (Junto con Salamanca) 2002 | Sucesor: Graz |